# Новониколаевка (Приазовский район)
Новоникола́евка (укр. Новомиколаївка) — село,
Воскресенский сельский совет,
Приазовский район,
Запорожская область,
Украина.
Код КОАТУУ — 2324582203. Население по переписи 2001 года составляло 238 человек.

## Географическое положение
Село Новониколаевка находится в 1-м км от правого берега реки Метрозлы,
на расстоянии в 1 км от села Воскресенка.
По селу протекает пересыхающий ручей с запрудой.

## История
- 1860 год — дата основания.

## Объекты социальной сферы
- Детский сад. Состоит из единственной разновозрастной группы на 25 человек. Был открыт в 2011 году на базе местной школы, где для этого было переоборудовано несколько школьных кабинетов.[2]